# Junioreuropamästerskapen i simsport 1967
Junioreuropamästerskapen i simsport 1967 arrangerades mellan den 13 och 15 augusti 1967 i Linköping i Sverige. Det var den första upplagan av junioreuropamästerskapen i simsport. Det tävlades i simning och simhopp.
Mästerskapet var öppet för medlemsförbund i Ligue Européenne de Natation och utifrån följande kriterier:
- manliga och kvinnliga simmare som inte var äldre än 15 år 1967 (födda tidigast 1952)
- manliga och kvinnliga simhoppare som inte var äldre än 16 år 1967 (födda tidigast 1951)

## Medaljörer

### Simning

#### Herrar
| Gren            | Guld                           | Guld    | Silver                          | Silver  | Brons                          | Brons   |
| 100 m frisim    | Igor Grivennikov Sovjetunionen | 56,3    | Günther Jung Östtyskland        | 58,4    | Jorge Comas Spanien            | 59,2    |
| 400 m frisim    | Mátyás Borlói Ungern           | 4.28,1  | Santiago Esteva Spanien         | 4.28,6  | Wolfgang Kiermeier Östtyskland | 4.31,2  |
| 1 500 m frisim  | Santiago Esteva Spanien        | 17.49,8 | Jörg Küstermann Östtyskland     | 18.03,1 | Wolfram Sperling Östtyskland   | 18.17,0 |
|                 |                                |         |                                 |         |                                |         |
| 100 m ryggsim   | Grigorij Davydov Sovjetunionen | 1.03,0  | László Cseh Sr. Ungern          | 1.04,0  | Sergej Andrejev Sovjetunionen  | 1.05,1  |
| 200 m ryggsim   | Grigorij Davydov Sovjetunionen | 2.16,2  | Santiago Esteva Spanien         | 2.20,7  | Sergej Andrejev Sovjetunionen  | 2.20,7  |
|                 |                                |         |                                 |         |                                |         |
| 100 m bröstsim  | Sergej Ivanov Sovjetunionen    | 1.13,5  | Bertram Türpe Östtyskland       | 1.14,5  | Nikolaj Kotumov Sovjetunionen  | 1.14,6  |
| 200 m bröstsim  | Bertram Türpe Östtyskland      | 2.37,6  | Sergej Ivanov Sovjetunionen     | 2.39,4  | Wilfried Meye Östtyskland      | 2.39,9  |
|                 |                                |         |                                 |         |                                |         |
| 100 m fjärilsim | László Cseh Sr. Ungern         | 1.01,9  | Roland Freygang Östtyskland     | 1.04,5  | Ralph Leigsnering Östtyskland  | 1.05,0  |
| 200 m fjärilsim | Roland Freygang Östtyskland    | 2.21,1  | Aleksandr Zjirkov Sovjetunionen | 2.23,8  | Michael Zentgraf Östtyskland   | 2.25,5  |
|                 |                                |         |                                 |         |                                |         |
| 200 m medley    | Grigorij Davydov Sovjetunionen | 2.19,2  | Igor Grivennikov Sovjetunionen  | 2.22,1  | Matthias Pechmann Östtyskland  | 2.27,0  |

#### Damer
| Gren            | Guld                            | Guld    | Silver                           | Silver  | Brons                              | Brons   |
| 100 m frisim    | Lidija Hrebets Sovjetunionen    | 1.02,6  | Vera Kock Sverige                | 1.03,7  | Andrea Gyarmati Ungern             | 1.04,3  |
| 400 m frisim    | Vera Kock Sverige               | 4.55,2  | Sabine Rantzsch Östtyskland      | 4.58,6  | Sigrid Goral Östtyskland           | 4.59,2  |
| 800 m frisim    | Vera Kock Sverige               | 10.13,4 | Sigrid Goral Östtyskland         | 10.14,1 | Barbara Fieback Östtyskland        | 10.14,2 |
|                 |                                 |         |                                  |         |                                    |         |
| 100 m ryggsim   | Sabine Steinbach Östtyskland    | 1.11,1  | María Corominas Spanien          | 1.11,8  | Edina Pok Ungern                   | 1.12,1  |
| 200 m ryggsim   | Britt-Marie Hammarsten Sverige  | 2.34,4  | Yvonne Törnqvist Sverige         | 2.35,9  | María Corominas Spanien            | 2.35,9  |
|                 |                                 |         |                                  |         |                                    |         |
| 100 m bröstsim  | Irina Pozdnjakova Sovjetunionen | 1.19,4  | Valentina Sjamkina Sovjetunionen | 1.19,7  | Zuzana Marková Tjeckoslovakien     | 1.21,1  |
| 200 m bröstsim  | Irina Pozdnjakova Sovjetunionen | 2.47,0  | Valentina Sjamkina Sovjetunionen | 2.52,2  | Zuzana Marková Tjeckoslovakien     | 2.56,3  |
|                 |                                 |         |                                  |         |                                    |         |
| 100 m fjärilsim | Andrea Gyarmati Ungern          | 1.10,1  | Georgeta Cerbeanu Rumänien       | 1.10,5  | Heide Einöder Östtyskland          | 1.11,0  |
| 200 m fjärilsim | Sabine Steinbach Östtyskland    | 2.31,0  | Christine Strübing Östtyskland   | 2.38,0  | Jekaterina Kondakova Sovjetunionen | 2.44,1  |
|                 |                                 |         |                                  |         |                                    |         |
| 200 m medley    | Sabine Steinbach Östtyskland    | 2.32,0  | Irina Pozdnjakova Sovjetunionen  | 2.36,1  | Maria Adele Longo Italien          | 2.38,9  |

### Simhopp
| Gren              | Guld                            | Guld   | Silver                    | Silver | Brons                            | Brons  |
| 3 m svikt, herrar | Falk Hoffmann Östtyskland       | 228,90 | Helge Ziethen Östtyskland | 275,70 | Vladimir Nikolajev Sovjetunionen | 253,75 |
| 3 m svikt, damer  | Milena Duchková Tjeckoslovakien | 305,40 | Alla Selina Sovjetunionen | 293,25 | Marina Janicke Östtyskland       | 274,80 |

## Medaljtabell

### Simning
*   Värdland ( Sverige)
| Nr                  | Nation              | Guld | Silver | Brons | Totalt |
| ------------------- | ------------------- | ---- | ------ | ----- | ------ |
| 1                   | Sovjetunionen       | 8    | 6      | 4     | 18     |
| 2                   | Östtyskland         | 5    | 7      | 9     | 21     |
| 3                   | Sverige*            | 3    | 2      | 0     | 5      |
| 4                   | Ungern              | 3    | 1      | 2     | 6      |
| 5                   | Spanien             | 1    | 3      | 2     | 6      |
| 6                   | Rumänien            | 0    | 1      | 0     | 1      |
| 7                   | Tjeckoslovakien     | 0    | 0      | 2     | 2      |
| 8                   | Italien             | 0    | 0      | 1     | 1      |
| Totalt (8 nationer) | Totalt (8 nationer) | 20   | 20     | 20    | 60     |

### Simhopp
*   Värdland ( Sverige)
| Nr                  | Nation              | Guld | Silver | Brons | Totalt |
| ------------------- | ------------------- | ---- | ------ | ----- | ------ |
| 1                   | Östtyskland         | 1    | 1      | 1     | 3      |
| 2                   | Tjeckoslovakien     | 1    | 0      | 0     | 1      |
| 3                   | Sovjetunionen       | 0    | 1      | 1     | 2      |
| Totalt (3 nationer) | Totalt (3 nationer) | 2    | 2      | 2     | 6      |